# Gimnastică la Jocurile Olimpice de vară din 2020 - Sărituri masculin
Proba masculină de gimnastică sărituri de la Jocurile Olimpice de vară din 2020 a avut loc în perioada 24 iulie-2 august 2021 la Ariake Gymnastics Centre.

## Program
Orele sunt ora Japoniei (UTC+9) 
| Data                   | Timp              | Etapă                                           |
| ---------------------- | ----------------- | ----------------------------------------------- |
| Sâmbătă, 24 iulie 2021 | 10:00 14:30 19:30 | Subdiviziunea 1 Subdiviziunea 2 Subdiviziunea 3 |
| Marți, 2 august 2021   | 18:50             | Finala                                          |

## Rezultate

### Calificări
| Loc | Gimnast               | Săritura 1  | Săritura 1 | Săritura 1 | Săritura 1 | Săritura 2  | Săritura 2 | Săritura 2 | Săritura 2 | Total  |    |
| Loc | Gimnast               | Dificultate | Execuție   | Penalizare | Scor 1     | Dificultate | Execuție   | Penalizare | Scor 2     | Total  |    |
| --- | --------------------- | ----------- | ---------- | ---------- | ---------- | ----------- | ---------- | ---------- | ---------- | ------ | -- |
| 1   | Shin Jea-hwan (KOR)   | 6,0         | 9,100      |            | 15,100     | 5,6         | 9,033      |            | 14,633     | 14,866 | C  |
| 2   | Artur Davtyan (ARM)   | 5,6         | 9,133      |            | 14,733     | 5,6         | 9,400      |            | 15,000     | 14,866 | C  |
| 3   | Nikita Nagornyy (COR) | 5,6         | 9,100      |            | 14,700     | 5,6         | 9,266      |            | 14,866     | 14,783 | C  |
| 4   | Adem Asil (TUR)       | 6,0         | 9,100      |            | 15,100     | 5,6         | 8,833      |            | 14,433     | 14,766 | C  |
| 5   | Denis Ableazin (COR)  | 5,6         | 9,300      |            | 14,900     | 5,6         | 8,966      |            | 14,566     | 14,733 | C  |
| 6   | Carlos Yulo (PHI)     | 5,6         | 9,166      |            | 14,766     | 5,6         | 9,058      |            | 14,658     | 14,712 | C  |
| 7   | Caio Souza (BRA)      | 5,6         | 9,000      |            | 14,600     | 5,6         | 9,200      |            | 14,800     | 14,700 | C  |
| 8   | Ahmet Önder (TUR)     | 5,2         | 9,133      |            | 14,333     | 5,6         | 9,000      |            | 14,600     | 14,466 | C  |
| 9   | Yang Hak-seon (KOR)   | 5,6         | 9,266      |            | 14,866     | 6,0         | 7,966      | 0,100      | 13,866     | 14,366 | R1 |
| 10  | Kim Han-sol (KOR)     | 5,6         | 8,933      | 0,300      | 14,233     | 5,2         | 9,233      |            | 14,433     | 14,333 | –  |
| 11  | Lee Jun-ho (KOR)      | 5,6         | 8,833      |            | 14,433     | 5,2         | 9,033      |            | 14,233     | 14,333 | –  |
| 12  | Shek Wai Hung (HKG)   | 6,0         | 9,016      | 0,300      | 14,716     | 6,0         | 7,933      | 0,100      | 13,833     | 14,274 | R2 |
| 13  | Nicolau Mir (ESP)     | 5,6         | 8,566      | 0,300      | 13,866     | 5,2         | 9,200      |            | 14,400     | 14,133 | R3 |

Rezerve
Rezervele pentru finala de la sărituri au fost:
1. Yang Hak-seon (KOR)
2. Shek Wai Hung (HKG)
3. Nicolau Mir (ESP)

Deși  Shin Jea-hwan și Artur Davtyan au avut cel mai mare scor combinat (14,866), sud-coreeanul a fost trecut primul în clasament datorită regulii care spune că în caz de egalitate, este trecut primul în clasament cel care are cel mai mare scor dintre cele douîă sărituri (15,100 vs 15,000).

### Finala
Sursa
| Loc | Gimnastă             | Săritura 1       | Săritura 1    | Săritura 1 | Săritura 1 | Săritura 2       | Săritura 2    | Săritura 2 | Săritura 2 | Total  |
| Loc | Gimnastă             | Scor dificultate | Scor executie | Penalizare | Scor 1     | Scor dificultate | Scor executie | Penalizare | Scor 2     | Total  |
| --- | -------------------- | ---------------- | ------------- | ---------- | ---------- | ---------------- | ------------- | ---------- | ---------- | ------ |
| 1   | Shin Jea-hwan (KOR)  | 6,0              | 8,833         | 0,100      | 14,733     | 5,6              | 9,233         |            | 14,833     | 14,783 |
| 2   | Denis Ablyazin (COR) | 5,6              | 9,166         |            | 14,766     | 5,6              | 9,200         |            | 14,800     | 14,783 |
| 3   | Artur Davtyan (ARM)  | 5,6              | 9,200         |            | 14,800     | 5,6              | 9,166         | 0,100      | 14,666     | 14,733 |
| 4   | Carlos Yulo (PHI)    | 5,6              | 9,066         | 0,100      | 14,566     | 5,6              | 9,266         |            | 14,866     | 14,716 |
| 5   | (COR)                | 5,6              | 9,233         |            | 14,833     | 5,6              | 9,000         |            | 14,600     | 14,716 |
| 6   | Adem Asil (TUR)      | 6,0              | 9,266         |            | 15,266     | 5,6              | 8,033         |            | 13,633     | 14,449 |
| 7   | Ahmet Önder (TUR)    | 5,2              | 8,633         |            | 13,833     | 5,2              | 9,100         |            | 14,300     | 14,066 |
| 8   | Caio Souza (BRA)     | 5,6              | 8,866         |            | 14,466     | 5,2              | 7,700         |            | 12,900     | 13,683 |